# Judaisme messiànic

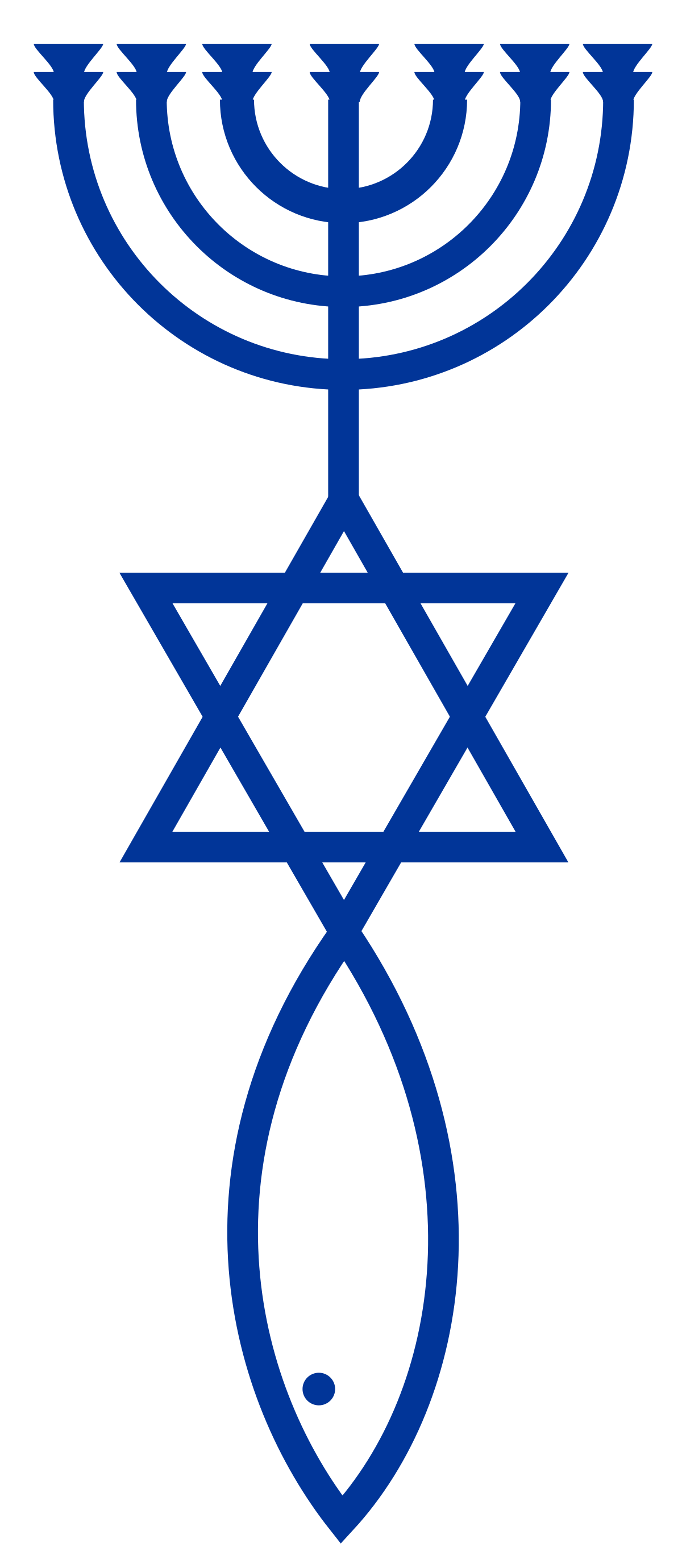

El judaisme messiànic és un moviment sincrètic que combina el cristianisme, especialment la creença cristiana en què Jesús és el Messies promès del Poble d'Israel— amb elements del judaisme i de la tradició jueva.

## Història
La conversió de jueus al cristianisme començà durant el segle i, i continuà en diferents onades al llarg dels segles. En els segles XV i XVI, diversos intel·lectuals jueus conversos ensenyaven a totes les universitats. Ja en el segle xix es van crear moltes organitzacions de jueus conversos, especialment als Estats Units, tot i que la majoria no van durar gaire temps en actiu.
En els termes que el coneixem actualment, aquest moviment sorgeix bàsicament als Estats Units d'Amèrica en les dècades de 1960 i 1970. El judaisme messiànic creu que Jesús, (ells l'anomenen Ieixuà), és el Messies de l'Antic Testament i el "Fill de Déu" (una de les tres persones de la Trinitat), i que són igualment vàlids la Bíblia hebrea (Tanakh) i el Nou Testament cristià.

## Teologia

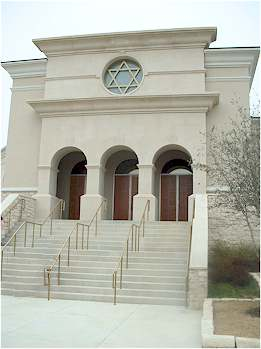
Sinagoga messiànica "Baruch Hashem", a Dallas (Texas).

En el judaisme messiànic, la salvació es guanya per l'acceptació de Jesús com el nostre salvador, mentre que el respecte per la llei i la tradició judaiques no hi són rellevants. En efecte, la creença en el messianisme, el poder de la salvació, i la divinitat de Jesús, que són les creences del judaisme messiànic, són tot allò que diferencia el cristianisme i el judaisme. Fins i tot hi ha algunes confessions cristianes que accepten el judaisme messiànic sense problemes com una forma de cristianisme.

## Judaisme o cristianisme
Molts membres de la secta són ètnicament jueus, i es defineixen ells mateixos com una secta del judaisme. Molts s'anomenen ells mateixos, en hebreu, maaminim (creients), no conversos, i també yehudim (jueus), no notzrim (natzarens o cristians). En canvi, les organitzacions jueves, i particularment el Tribunal Suprem d'Israel en casos relacionats amb la Llei del Retorn, han rebutjat la petició de reconeixement dels messiànics, ja que consideren el judaisme messiànic una altra forma de cristianisme.

## Extensió del moviment messiànic
Entre 2003 i 2007, el moviment va créixer de 150 centres de culte als Estats Units fins a més de 438, amb un centenar aproximadament a Israel i encara més arreu del món. Les congregacions locals solen estar organitzades en xarxes o aliances messiàniques. El 2012 es calcula que als Estats Units hi havia entre 175.000 i 250.000 jueus messiànics, a Israel entre 10.000 i 20.000 members, i un total de 350.000 aproximadament en tot el món.